# قلعه کهنه ششتمد
بقایای قلعه کهنه ششتمد مربوط به سدهٔ ۷ تا ۱۰ ه‍.ق است و در ششتمد، ۲۰۰ متری شمال غرب آرامگاه زیدین بیهقی واقع شده و این اثر در تاریخ ۲۲ مرداد ۱۳۸۴ با شمارهٔ ثبت ۱۳۳۰۳ به‌عنوان یکی از آثار ملی ایران به ثبت رسیده‌است.